# Великоглібовицька сільська рада
| Великоглібовицька сільська рада — колишній орган місцевого самоврядування у Перемишлянському районі Львівської області з адміністративним центром у с. Великі Глібовичі. Історична дата утворення: в 1940 році. 05.02.1965 Указом Президії Верховної Ради Української РСР передано Великоглібовицьку сільраду Пустомитівського району до складу Перемишлянського району. Водоймища на території, підпорядкованій даній раді: річка Давидівка. Сільській раді були підпорядковані населені пункти: - с. Великі Глібовичі - с. Волощина - с. Підмонастир |

## Склад ради
Рада складалася з 20 депутатів та голови.

### Керівний склад ради
| ПІБ                            | Основні відомості                                                             | Дата обрання | Дата звільнення |
| ------------------------------ | ----------------------------------------------------------------------------- | ------------ | --------------- |
| Іванський Анатолій Ярославович | Сільський голова, 1961 року народження, освіта, безпартійний                  | 26.03.2006   | 31.10.2010      |
| Іванський Анатолій Ярославович | Сільський голова, 1961 року народження, освіта незакінчена вища, безпартійний | 31.10.2010   |                 |

Примітка: таблиця складена за даними джерела